# تبعثر رذرفورد

مكونات التجربة: 1: راديوم مشع؛ 2: درع مصنوع من الرصاص للوقاية من الإشعاع؛ 3: شعاع من جسيمات ألفا؛ 4: لوحة حساسة ضوئياً 5: صفيحة من الذهب 6: نقطة التقاء الشعاع بصفيحة الذهب.

تبعثر رذرفورد هو تبعثر مرن للجسيمات المشحونة بسبب تأثير كولوم، وهي ظاهرة شرحها وفسرها إرنست رذرفورد لأول مرة سنة 1911. أدى تفسير هذه الظاهرة إلى حدوث تقدم كبير في فهم بنية الذرّة.
وصل رذرفورد إلى هذا المبدأ الفيزيائي أثناء محاولته لتفسير تجربته التي قام فيها بقذف صفيحة من الذهب بجسيمات ألفا.

## اقرأ أيضاً
- تجربة رذرفورد